# Ганди, Гопалкришна
Гопалкришна Ганди (хинди गोपालकृष्ण गांधी; род. 4 ноября 1945, Дели, Британская Индия) — индийский государственный и политический деятель, губернатор штата Западная Бенгалия (2004—2009). Внук Махатмы Ганди.

## Биография
Гопалкришна Девадас Ганди родился 22 апреля 1945 года в Дели, в семье Девдаса и Лакшми Ганди.
Его дедом по отцовской линии был Махатма Ганди, а по материнской линии — Чакраварти Раджагопалачария. Гопалкришна — младший брат Раджмохана и Рамчандры Ганди. 
Ганди получил степень магистра английской литературы в колледже Святого Стефана при Делийском университете.
У него и его супруги Тары есть две дочери.

## Карьера
До 1985 года Ганди вёл политическую карьеру в штате Тамилнад, после чего работал секретарём вице-президента и президента Индии.
В 1996 году Ганди был назначен на пост верховного комиссара Индии в ЮАР и Лесото, после чего также занимал посты верховного комиссара в Шри-Ланке и посла в Норвегии и Исландии.
14 декабря 2004 года он был назначен губернатором Западной Бенгалии. На несколько месяцев в 2006 году он также взял на себя дополнительные обязанности губернатора Бихара.
В 2015 году Ганди перевёл классику тамильского языка, сборник стихов Тируккурал, на английский язык. После завершения активной политической карьеры, Ганди стал преподавать в Университете Ашока, где он является профессором истории и политики.